# Greg Stroman
Greg Stroman (Bristow, Virginia, 8 de marzo de 1996) es un jugador profesional estadounidense de fútbol americano que se desempeña en la posición de cornerback en Chicago Bears, equipo de la National Football League (NFL).

## Carrera
Fue seleccionado en la séptima ronda en la Reunión Anual de Selección de Jugadores de la NFL de 2018. Hizo su debut profesional con el equipo Washington Commanders, en el cual jugó tres temporadas (2018-2021), posteriormente pasó a Chicago Bears, donde lleva jugando tres temporadas.